# Machimus eximius
Machimus eximius är en tvåvingeart som beskrevs av Becker 1923. Machimus eximius ingår i släktet Machimus och familjen rovflugor. Inga underarter finns listade i Catalogue of Life.